# Philip Repyngdon
Philip Repyngdon (anche Repingdon) (Galles, 1345 circa – Inghilterra, prima del 1º agosto 1424) è stato un cardinale e vescovo cattolico gallese.

## Biografia
Si ritiene che Repyngdon sia nato nel Galles intorno al 1345. Divenne un canonico agostiniano, prima a Repton Abbey, poi a Leicester Abbey, dove fu ordinato sacerdote il 26 maggio 1369. Studiò a Broadgates Hall, all'Università di Oxford, laureandosi con un dottorato in teologia nel 1382. Nel 1399, con la salita al trono inglese di Enrico IV, Repyngdon divenne cappellano e confessore del re e la sua reputazione crebbe di conseguenza, tanto che fu definito "clericus specialissimus domini regis Henrici".
Fu nominato vescovo di Lincoln il 19 novembre 1404 e fu consacrato il 29 marzo dell'anno successivo da Thomas Arundel, arcivescovo di Canterbury. Il 19 settembre 1408 fu creato cardinale da papa Gregorio XII con il titolo dei Santi Nereo e Achilleo.
Uomo di una certa cultura, Repyngdon fu un difensore delle dottrine insegnate da John Wycliffe. Per questo fu sospeso e poi scomunicato, ma in breve tempo fu perdonato e riabilitato da mons. William Courtenay e sembra che abbandonò le sue opinioni non ortodosse.

## Genealogia episcopale
La genealogia episcopale è:
- Cardinale Vital du Four
- Arcivescovo John Stratford
- Vescovo Ralph Stratford
- Arcivescovo Simon Islip
- Arcivescovo William Whittlesey
- Arcivescovo Thomas Arundel
- Cardinale Philip Repyngdon, O.E.S.A.